# Ross Davenport
Ross Paul Davenport (Belper, 23 de mayo de 1984) es un deportista británico que compitió en natación, especialista en el estilo libre.
Ganó una medalla de plata en el Campeonato Mundial de Natación en Piscina Corta de 2008, una medalla de plata en el Campeonato Europeo de Natación de 2006 y una medalla de bronce en el Campeonato Europeo de Natación en Piscina Corta de 2005.
Participó en tres Juegos Olímpicos de Verano, ocupando el cuarto lugar en Atenas 2004, el sexto en Pekín 2008 y el sexto en Londres 2012, en la prueba de 4 × 200 m libre.

## Palmarés internacional
| Campeonato Mundial en Piscina Corta | Campeonato Mundial en Piscina Corta | Campeonato Mundial en Piscina Corta | Campeonato Mundial en Piscina Corta |
| Año                                 | Lugar                               | Medalla                             | Prueba                              |
| ----------------------------------- | ----------------------------------- | ----------------------------------- | ----------------------------------- |
| 2008                                | Mánchester (Reino Unido)            | Medalla de plata                    | 4 × 200 m libre                     |
| Campeonato Europeo                  |                                     |                                     |                                     |
| Año                                 | Lugar                               | Medalla                             | Prueba                              |
| 2006                                | Budapest (Hungría)                  | Medalla de plata                    | 4 × 200 m libre                     |
| Campeonato Europeo en Piscina Corta |                                     |                                     |                                     |
| Año                                 | Lugar                               | Medalla                             | Prueba                              |
| 2005                                | Trieste (Italia)                    | Medalla de bronce                   | 200 m libre                         |